# Pistolet Daly DDA
Daly DDA – amerykański pistolet samopowtarzalny. Broń produkowana jest w wersji pełnowymiarowej (DDA-FS) i kompaktowej (DDA-CS).

## Opis
Daly DDA jest bronią samopowtarzalną. Zasada działania oparta na krótkim odrzucie lufy, zamek ryglowany przez przekoszenie lufy. Połączenie lufy z zamkiem w położeniu zaryglowanym zapewniają dwa występy ryglowe wchodzące w wyżłobienia w zamku. Odryglowanie zapewnia stały ześlizg.
Mechanizm spustowy z samonapinaniem, z kurkowym  mechanizmem uderzeniowym. Pistolet posiada bezpiecznik manualny, którego skrzydełko znajduje się na szkielecie (po lewej stronie).
DDA jest zasilany z wymiennego magazynka pudełkowego o pojemności 10 naboi, umieszczonego w chwycie. Zatrzask magazynka po lewej stronie chwytu pistoletowego. Po wystrzeleniu ostatniego naboju z magazynka zamek zatrzymuje się w tylnym położeniu.
Lufa gwintowana.
Przyrządy celownicze stałe (muszka i szczerbinka). Pistolet wykonany jest z tworzywa sztucznego (szkielet) i stali.